# Polikárp
A Polikárp a görög Polükarposz férfinévből ered, jelentése: bőtermő.

## Gyakorisága
Az 1990-es években szórványos név, a 2000-es években nem szerepel a 100 leggyakoribb férfinév között.

## Névnapok
- január 26.[2]
- február 23.[2]

## Híres Polikárpok
- Szmirnai Polikárp (69 előtt – 155. február 23.)